# Spoorlijn aansluiting Hessler - Wanne-Eickel
De spoorlijn aansluiting Hessler - Wanne-Eickel is een Duitse spoorlijn en is als spoorlijn 2230 onder beheer van DB Netze.

## Geschiedenis
Het traject werd door de Preußische Staatseisenbahnen in fases geopend:
- Hessler - Gelsenkirchen: 1 april 1897
- Gelsenkirchen - Wanne-Eickel: 10 juni 1904.

In 1983 is het gedeelte tussen Gelsenkirchen en de aansluiting Pluto gesloten en opgebroken.  

## Treindiensten
De lijn is alleen in gebruik voor goederenvervoer.

## Aansluitingen
In de volgende plaatsen is of was er een aansluiting op de volgende spoorlijnen:
aansluiting Hessler
DB 2172, spoorlijn tussen Essen en Gelsenkirchen Zoo
Gelsenkirchen-Schalke Süd
DB 2234, spoorlijn tussen Gelsenkirchen-Rotthausen en Gelsenkirchen-Schalke Süd
Gelsenkirchen Hbf
DB 2168, spoorlijn tussen Essen-Kray Nord en Gelsenkirchen
DB 2231, spoorlijn tussen Gelsenkirchen en Wanne-Eickel
DB 2232, spoorlijn tussen Gelsenkirchen-Wattenscheid en Wanne-Eickel
DB 2237, spoorlijn tussen Gelsenkirchen-Rotthausen en Gelsenkirchen
DB 2238, spoorlijn tussen Gelsenkirchen en de aansluiting Pluto
DB 2239, spoorlijn tussen Gelsenkirchen en Wanne-Eickel
DB 2650, spoorlijn tussen Keulen en Hamm
Wanne-Eickel Hbf
DB 2154, spoorlijn tussen Bochum-Riemke en Wanne-Eickel
DB 2200, spoorlijn tussen Wanne-Eickel en Hamburg
DB 2201, spoorlijn tussen Wanne-Eickel en aansluiting Baukau
DB 2202, spoorlijn tussen Herne-Rottbruch en Wanne-Eickel
DB 2203, spoorlijn tussen Wanne-Eickel en Wanne-Unser Fritz
DB 2204, spoorlijn tussen Wanne-Eickel en Wanne-Unser Fritz
DB 2205, spoorlijn tussen Wanne-Eickel en aansluiting Bickern
DB 2206, spoorlijn tussen Wanne-Eickel en Meiderich Nord
DB 2208, spoorlijn tussen Wanne-Eickel en Herne
DB 2209, spoorlijn tussen Essen-Kray Nord en Wanne-Eickel
DB 2231, spoorlijn tussen Gelsenkirchen en Wanne-Eickel
DB 2232, spoorlijn tussen Gelsenkirchen-Wattenscheid en Wanne-Eickel
DB 2650, spoorlijn tussen Keulen en Hamm
DB 9220, spoorlijn tussen Wanne Übergabebahnhof en Wanne Westhafen

## Elektrificatie
Het traject werd in 1961 geëlektrificeerd met een wisselspanning van 15.000 volt 16⅔ Hz.